# 人头街

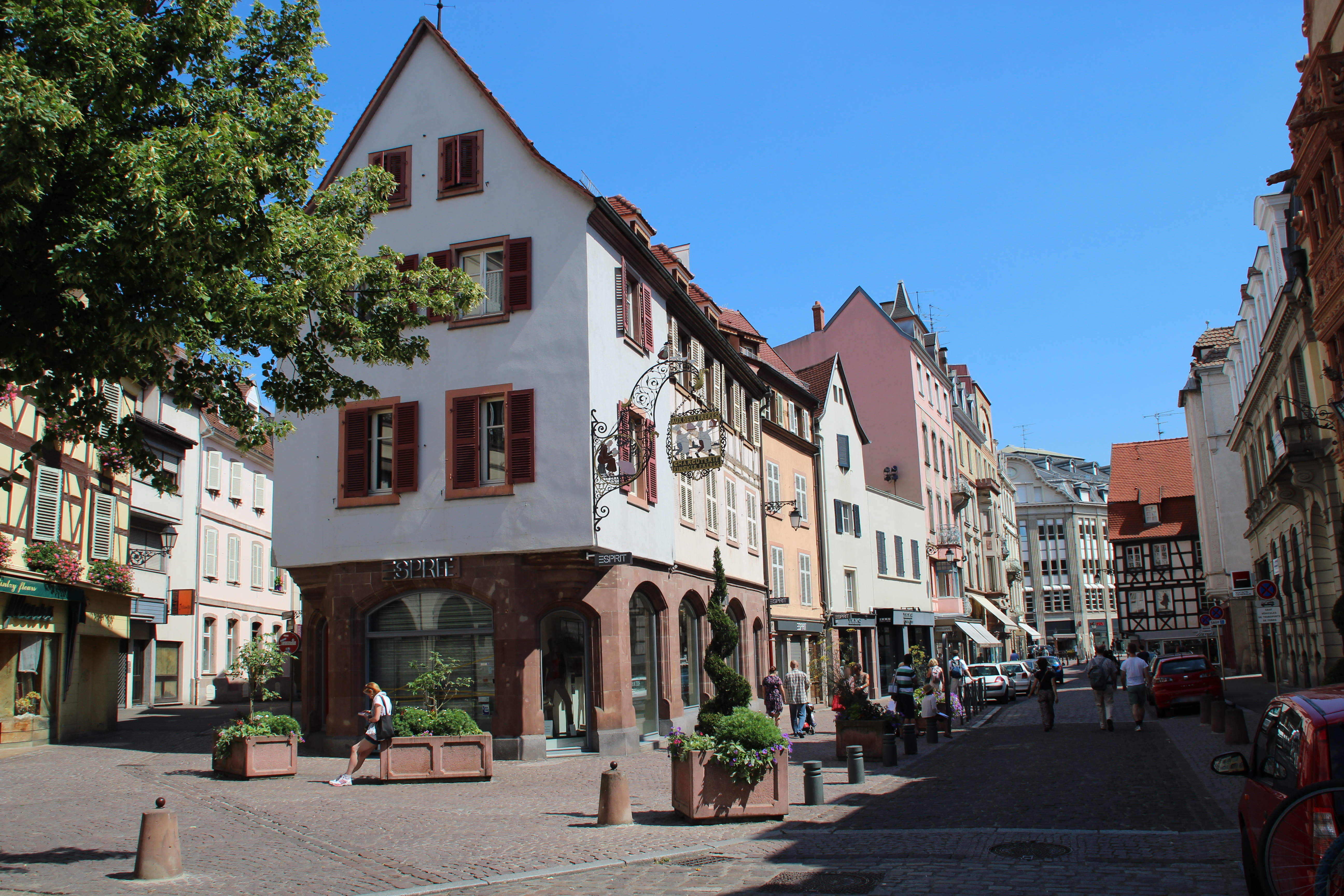

人头街（Rue des Têtes）是法国阿尔萨斯上莱茵省科尔马的一条街道。

## 位置
人头街位于科尔马市中心，长165米。
人头街开始于面包师街（Rue des Boulangers），结束于克莱伯街（Rue Kléber）、辛恩滨河路（quai de la Sinn）, 恩特林登广场（place des Unterlinden）和抵抗烈士广场（Place des Martyrs-de-la-Résistance）。

## 名称
这条街命名于1888年，得名于19号的人头屋（Maison des Têtes），那是一座装饰着 106 个小人头的建筑。

## 建筑
这条街上有以下重要建筑：

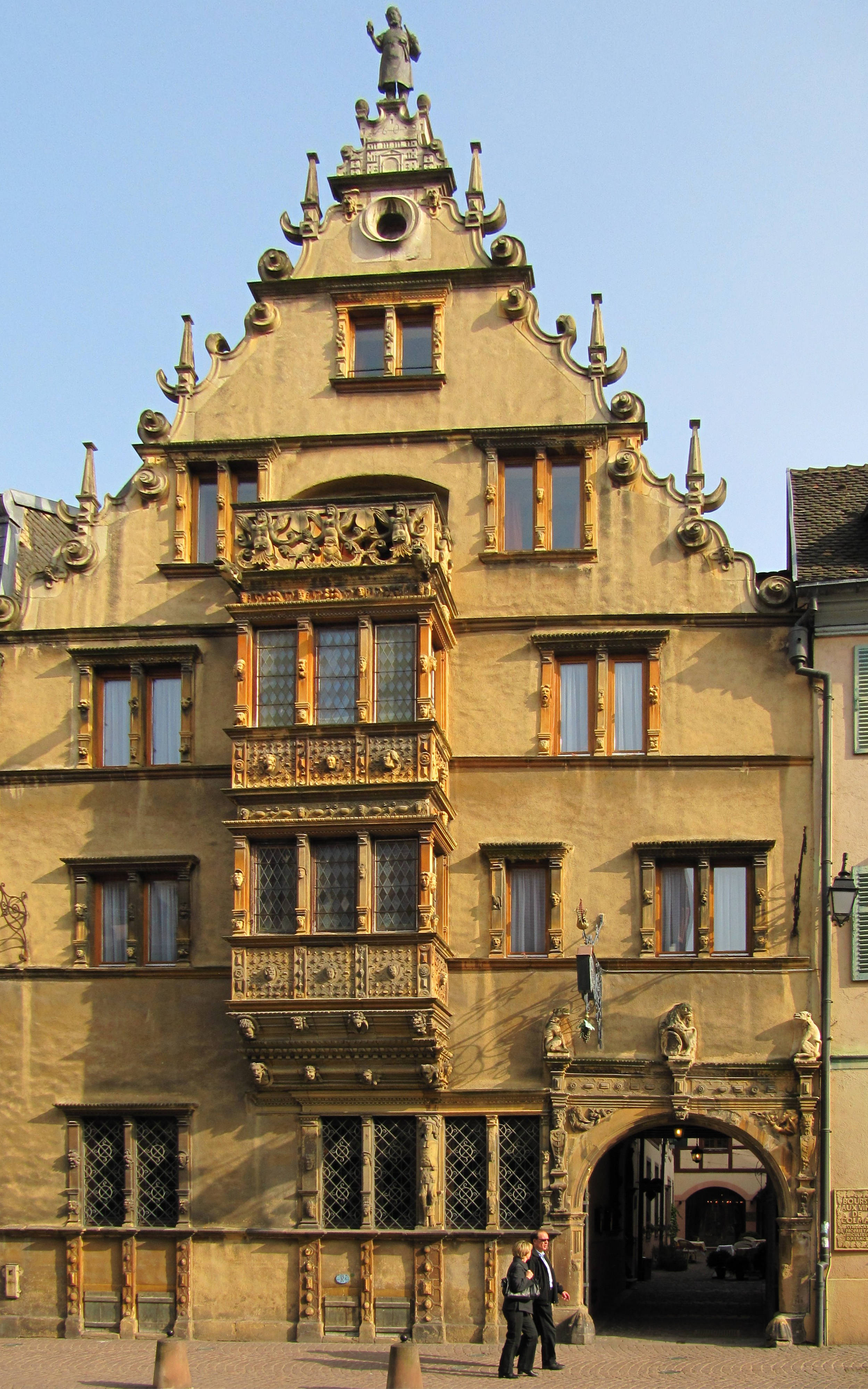
19号人头屋（1609年[3]）
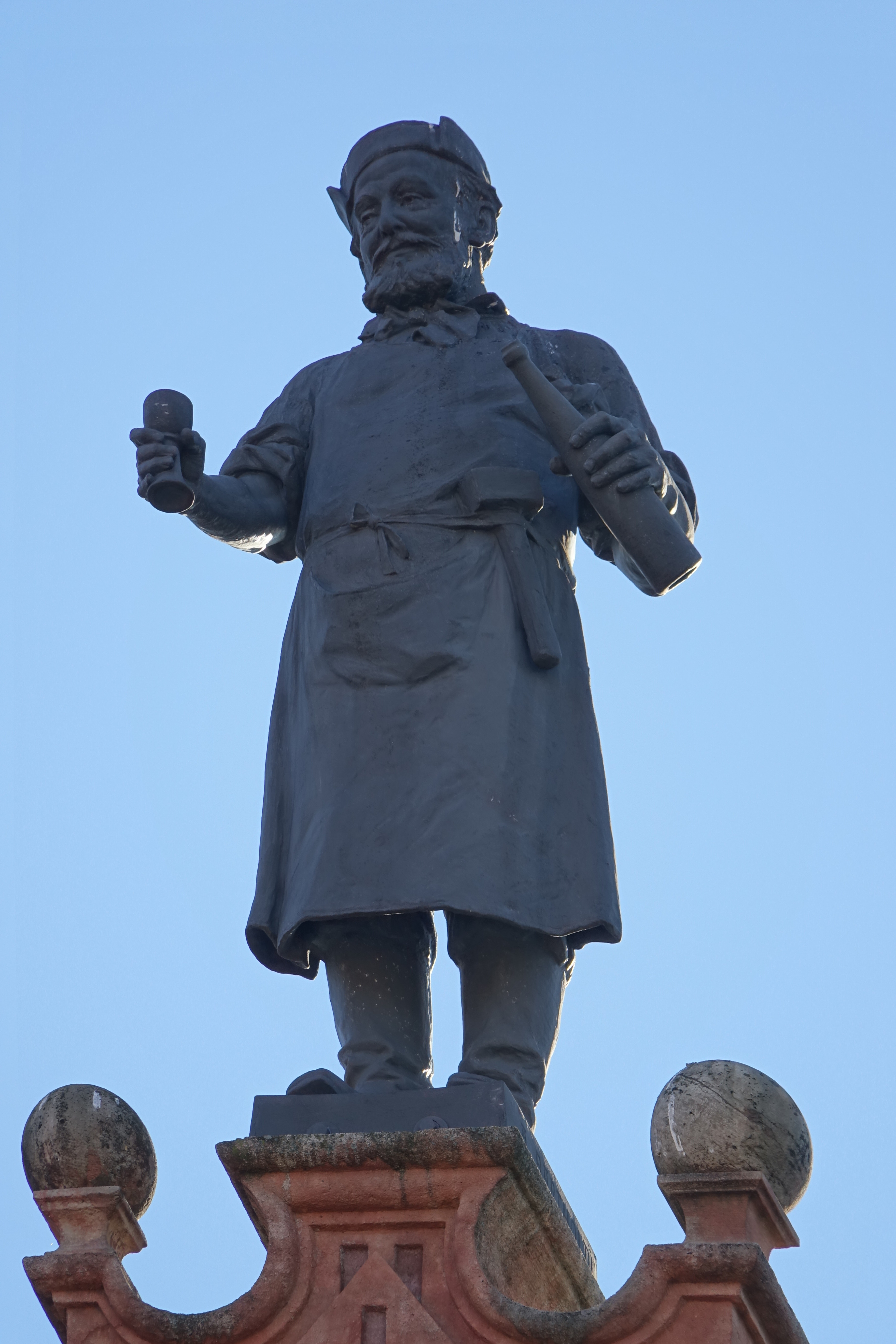
19号：阿尔萨斯大师傅雕像（1902年[3]）
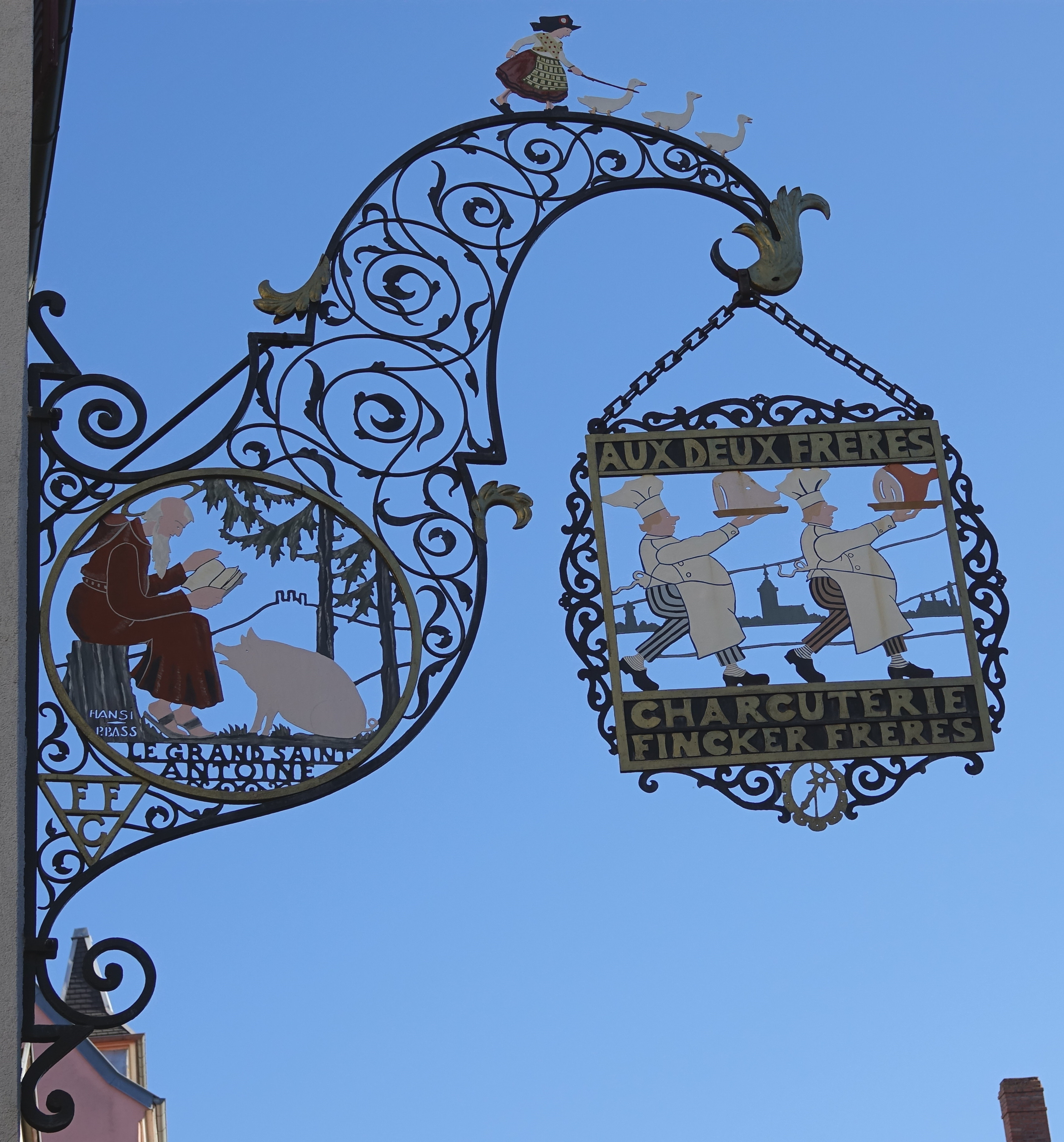
22号